# Surrey (British Columbia)
Surrey ist eine Stadt im Südwesten der kanadischen Provinz British Columbia. Sie liegt südöstlich von Vancouver in der Region Metro Vancouver, zwischen dem Unterlauf des Fraser River und der Grenze zu den USA. Das nach der englischen Grafschaft benannte Surrey zählt rund 520.000 Einwohner. Es ist die zweitbevölkerungsreichste Stadt der Provinz und eine der am schnellsten wachsenden Städte Kanadas.

## Geographie
Surrey wird im Norden vom Fraser River begrenzt, im Süden von der Grenze zu den USA und der Boundary Bay, einer Bucht des Pazifischen Ozeans. In Ost-West-Richtung verlaufen zwei Flüsse durch das leicht hügelige Stadtgebiet, die beide in die Boundary Bay münden; der Serpentine River und der Nicomekl River. Im Südwesten grenzt Surrey an White Rock, im Westen an Delta, im Nordwesten an New Westminster, im Norden an Port Coquitlam, im Nordosten an Pitt Meadows, im Osten an die Stadt Langley und den Distrikt Langley sowie im Süden an Blaine im US-Bundesstaat Washington.
Die Stadt besteht aus sechs größeren Ortschaften, die in der zweiten Hälfte des 20. Jahrhunderts zusammengewachsen sind. Wirtschaftliches Zentrum und der am dichtesten besiedelte Stadtteil ist Whalley, ganz im Nordwesten des Stadtgebiets am Fraser River. Benannt ist der Stadtteil nach Arthur Walley, der 1925 sich als erster hier niederließ und eine Tankstelle eröffnete. Östlich davon, ebenfalls im Fraser River gelegen, liegt Guildford. Südlich von Whalley und Guildford liegt Fleetwood, der flächenmäßig kleinste Stadtteil.
Das zwischen den Flusstälern von Serpentine River und Nicomekl River gelegene Cloverdale grenzt unmittelbar an die Stadt Langley und ist der älteste Stadtteil Surreys. Standort der Stadtverwaltung ist der Stadtteil Newton, der mit der zur Gemeinde Delta gehörenden Stadt North Delta zusammengewachsen ist. Am südlichsten liegt South Surrey.

## Klima
Laut der Klimaklassifikation nach Köppen und Geiger herrscht in Surrey ein gemäßigtes Ozeanklima (Cfb).

## Geschichte
Seit rund 6000 Jahren wird das Gebiet am Fraser River von den Kwantlen bewohnt, während an der Küste die Semiahmoo leben. Im Juli 1791 erkundete die Expedition des Spaniers José María Narváez die Boundary Bay und stieß dabei auch auf den Unterlauf des Fraser River. Im darauf folgenden Jahr wurde die Küste von George Vancouvers Expedition detailliert vermessen. Als nächster erreichte 1808 Simon Fraser auf dem Landweg den Unterlauf des Fraser River.
1859 ordnete Gouverneur James Douglas die genaue Vermessung des Gebiets am Fraser River an, um es für die Besiedlung vorzubereiten. 1860 ließen sich die ersten Briten nieder. Weitere Siedler folgten zunächst nur spärlich, da das Terrain zumeist hügelig und dicht bewaldet war; außerdem musste der Boden zunächst entwässert werden, bevor er landwirtschaftlich genutzt werden konnte. Mit der Zeit entstanden mehrere Ortschaften.
Die offizielle Gründung der Gemeinde Surrey erfolgte am 10. November 1879, da das Gebiet die gesetzlichen Bestimmungen dazu erfüllte (mehr als 30 dauerhaft lebende wahlberechtigte Männer). Der Name der Gemeinde leitet sich von der englischen Grafschaft Surrey ab. Zwischen Surrey und dem sechs Jahre zuvor gegründeten Distrikt Langley lag ein Streifen von einer halben Meile Breite, der 1882 nach einer Volksabstimmung zu Surrey gelangte.

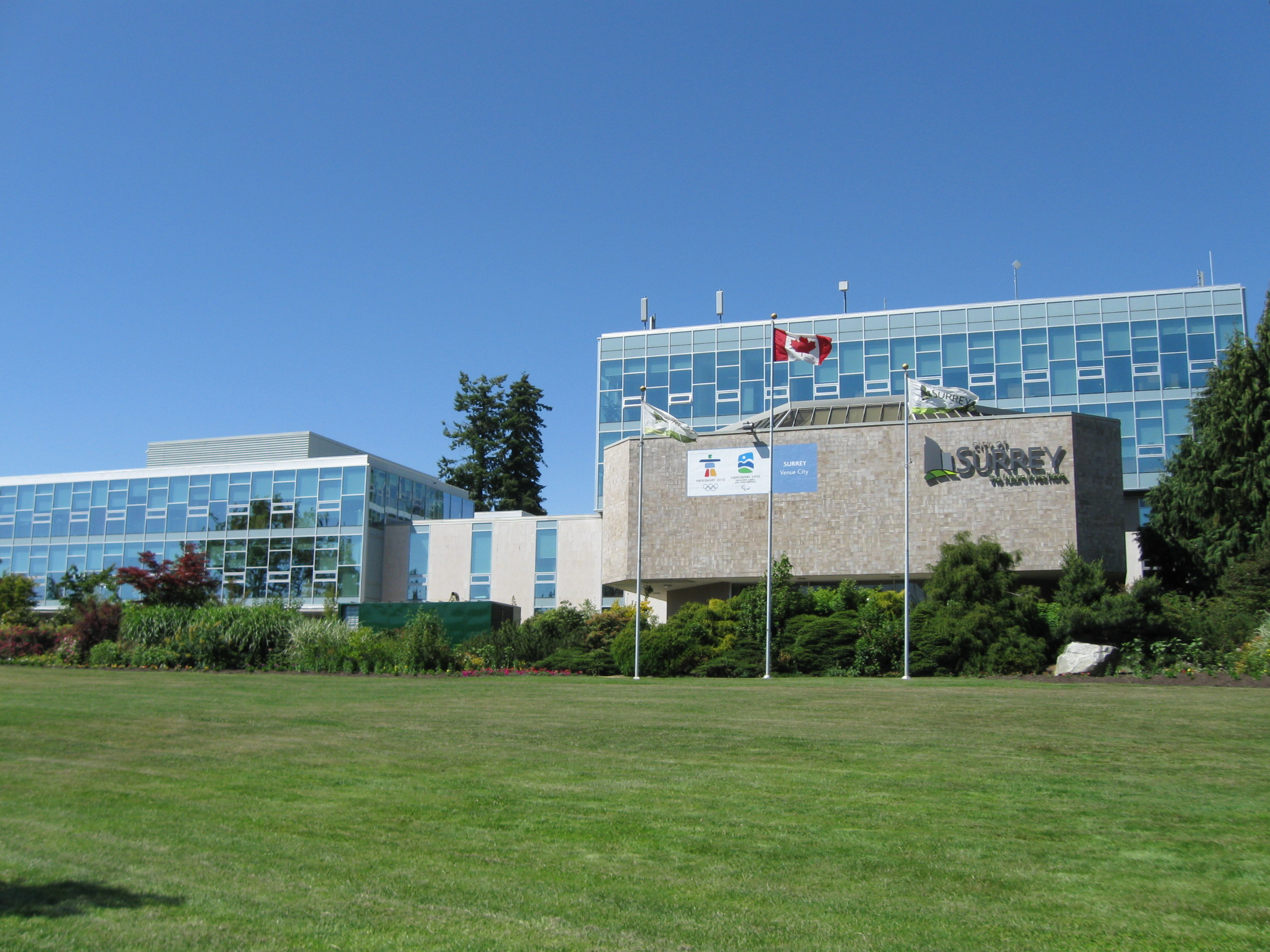
Rathaus von Surrey in Newton

Neue Verkehrswege schufen die Voraussetzungen für ein fast unbegrenztes Wachstum Surreys, aber auch für die typische Zersiedelung. Ab den 1950er Jahren siedelten sich immer mehr Menschen an, die in Burnaby oder Vancouver arbeiteten. Die einzelnen Ortschaften wuchsen zusammen. 1957 wurde die etwas abseits gelegene Ortschaft White Rock abgetrennt und zu einer eigenständigen Gemeinde erklärt. Seit den 1980er Jahren erlebt Surrey, begünstigt durch die Einwanderung aus Asien, einen Bauboom; 1993 erhielt es die Stadtrechte.

## Bevölkerung

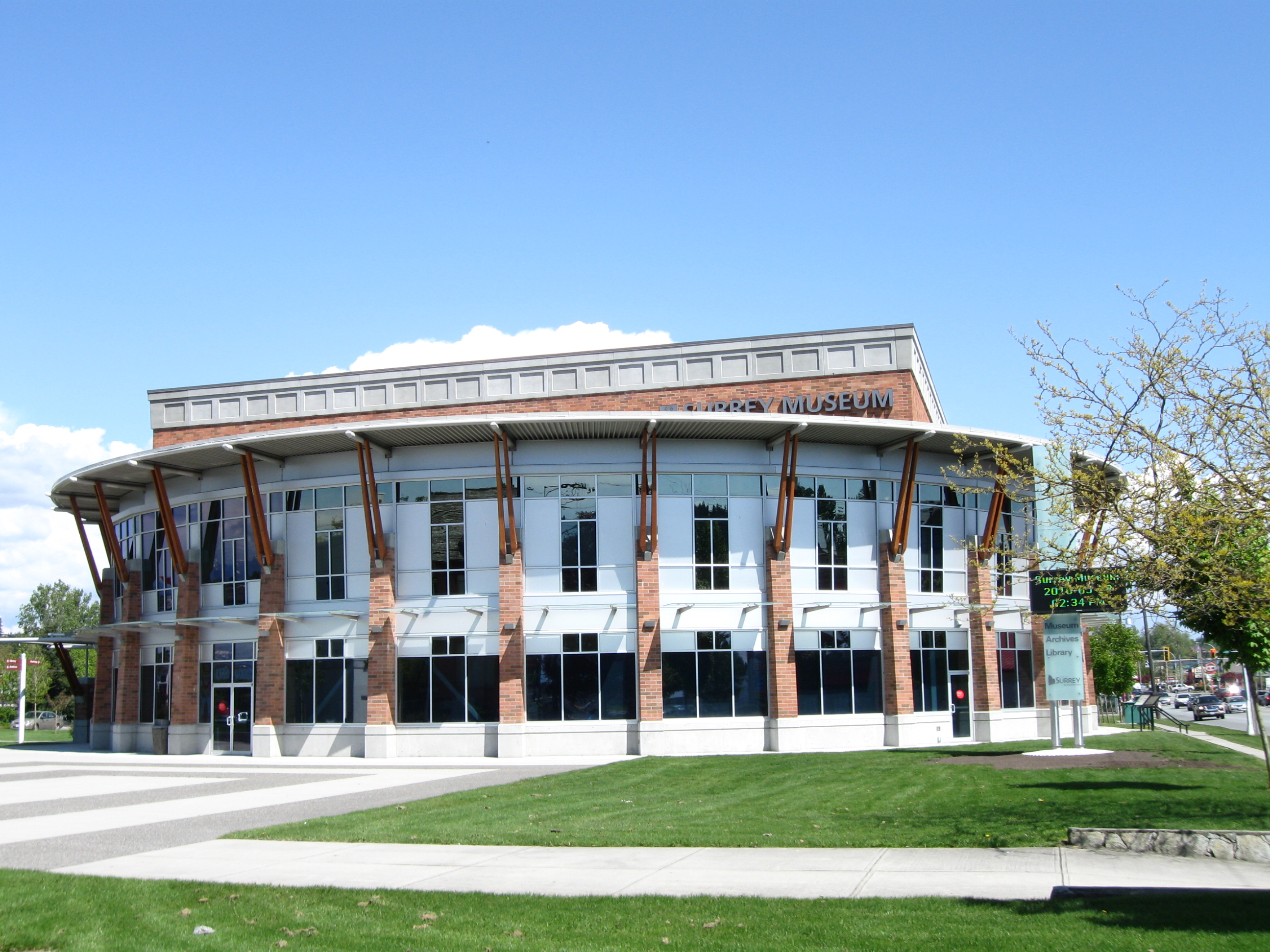
City of Surrey Museum in Cloverdale

Die Volkszählung im Jahr 2011 ergab eine Bevölkerungszahl von 468.251, was gegenüber 2006 einer Zunahme von 18,6 % entspricht. 38,3 % der Einwohner wurden im Ausland geboren, der Ausländeranteil betrug 11,7 %.
1,9 % der Bevölkerung gehörten zu den Ureinwohnern, weitere 46,1 % zu den von der Statistikbehörden so benannten „sichtbaren Minderheiten“ (visible minorities). Die größte Gruppe stellen Menschen aus Südasien mit 27,5 %, gefolgt von Chinesen (5,1 %), Filipinos (4,2 %), Südostasiaten (2,4 %) und Koreanern (2,0 %). Die Aufteilung auf religiöse Gruppierungen war im Jahr 2001 wie folgt: 27,0 % Protestanten, 16,3 % Katholiken, 16,3 % Sikhs, 6,5 % sonstige Christen, 2,9 % Muslime, 5,2 % Sonstige.
Surrey gehört zu den am schnellsten wachsenden Städten Kanadas. Jeden Monat lassen sich hier rund 1000 Menschen nieder.

## Bildung

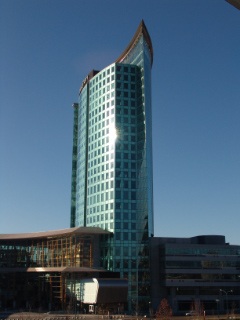
Simon Fraser University

Der School District 36, der neben Surrey auch White Rock umfasst, ist der größte Schulbezirk der Provinz British Columbia. Er ist verantwortlich für rund 65.000 Schüler, 99 Grundschulen und 25 weiterführenden Schulen. Geleitet wird die Behörde von einem siebenköpfigen gewählten Schulrat. Daneben existieren drei Privatschulen, die Holy Cross Regional High School, die Pacific Academy und die Southridge School.
Surrey ist seit 2002 Standort eines Campus der Simon Fraser University (SFU). Die SFU übernahm dabei die Gebäude der Technical University of British Columbia, die nach nur drei Jahren von der Provinzregierung wieder geschlossen worden war. Der Campus, der Platz für 4000 Studenten bietet, befindet sich im Stadtteil Whalley im Gebäudekomplex Central City. Der Stadtteil Newton ist seit 1981 Hauptstandort der Kwantlen Polytechnic University mit rund 11.000 Studenten. Seither expandierte sie nach Richmond und Langley.

## Kultur und Sport

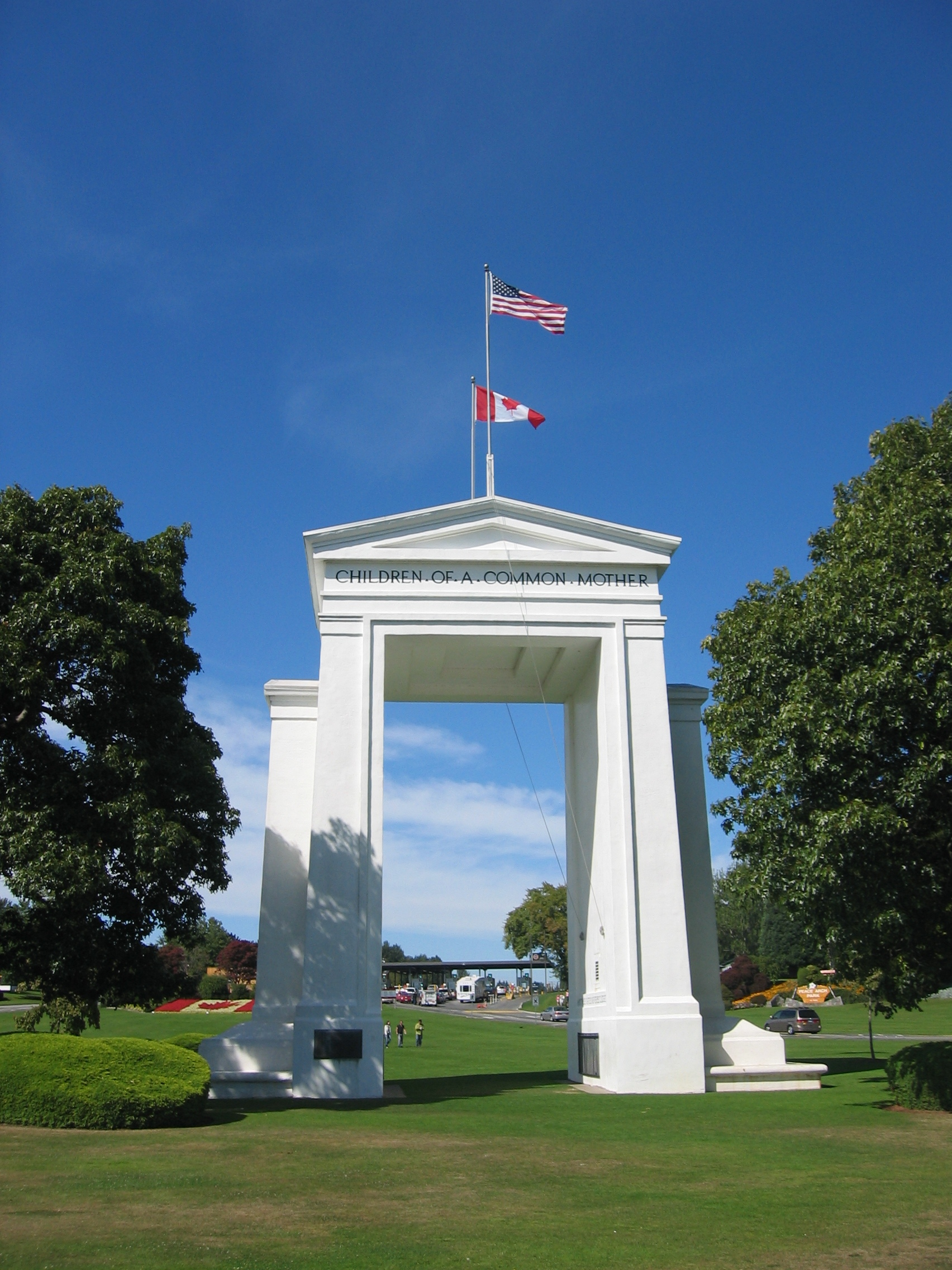
Der Peace Arch, von der amerikanischen Seite aus gesehen

Bekannteste Sehenswürdigkeit von Surrey ist der Peace Arch, ein Friedensmonument im Peace Arch Park, das exakt an der Grenze zu den Vereinigten Staaten steht. Das City of Surrey Museum in Cloverdale befasst sich mit der Lokalgeschichte, insbesondere zu den hier ansässigen First Nations und zur europäischen Besiedlung; außerdem bietes es Wechselausstellungen zu verschiedenen Themen. Die Historic Stewart Farm ist ein Bauernhaus aus dem Jahr 1894, in dem die Lebensweise jener Epoche gezeigt wird. Für Kunstinteressierte gibt es das Surrey Arts Centre und die Surrey Art Gallery.
Die größte jährliche Veranstaltung ist das Cloverdale Rodeo and Country Fair Ende Mai, ein Rodeo mit angeschlossener landwirtschaftlicher Ausstellung. Es wurde erstmals 1888 durchgeführt. Jeweils am 23. April feiern die Sikh das Erntedankfest Vaisakhi; die Parade zieht jeweils Hunderttausende von Besuchern an.
Seit 1993 wird jeweils im Sommer der Canada Cup ausgetragen, ein bedeutendes Turnier für Softball-Nationalmannschaften. In der South Surrey Arena tragen die Surrey Eagles, eine Eishockeymannschaft in der British Columbia Hockey League, ihre Heimspiele aus. Surrey ist Standort des ersten Stadions in Kanada, das eigens für die in Südasien beliebte Kabaddi errichtet wurde.

## Verkehr
In den Jahren vor und nach der Gründung der Gemeinde Surrey erschlossen Pfade von Fort Langley aus die Gegend. Es waren dies der Semiahmoo-Langley Trail, der Kennedy Trail und der Telegraph Trail. Ab 1884 bestand eine regelmäßige Fährverbindung mit Dampfschiffen über den Fraser River nach New Westminster.
1889 eröffnete die New Westminster and Southern Railway, eine Tochtergesellschaft der Great Northern Railway, eine Eisenbahnstrecke vom Südufer des Fraser River bis zur kanadisch-amerikanischen Grenze. Die Verbindung über die New Westminster Bridge nach New Westminster und somit der Anschluss ans übrige kanadische Eisenbahnnetz konnte erst 1904 errichtet werden, da die Canadian Pacific Railway bis dahin ein Monopol auf das Gebiet nördlich des Flusses besaß. Mit der Pattullo Bridge (1937) und der Port Mann Bridge (1964) erhöhten die Erreichbarkeit Surreys für den motorisierten Verkehr erheblich.
Die BNSF Railway, die Canadian National Railway und die Southern Railway of British Columbia betreiben Schienengüterverkehr auf dem Gebiet der Stadt Surrey; Personenverkehr wird hingegen nicht angeboten. Der öffentliche Personennahverkehr besteht aus der Expo Line des SkyTrain Vancouver bis Whalley und anschließenden Buslinien. Der Highway 99, eine Autobahn, verläuft in Nord-Süd-Richtung bis zur amerikanischen Grenze, wo sie in die Interstate 5 übergeht.
Ebenfalls findet sich im Stadtgebiet eine zum Hafen Vancouver gehörende Verladeanlage für Stückgut und ein Containerterminal.

## Partnerstädte
Städtepartnerschaften bestehen mit Kōtō in Japan (seit 1987) und mit Zhuhai in China (seit 1989).

## Persönlichkeiten

### Söhne und Töchter der Stadt
- Barry Smith (1955–2013), Eishockeyspieler und -trainer
- Gary Nylund (* 1963), Eishockeyspieler
- John Tenta (1963–2006), Wrestler
- Bob Rouse (* 1964), Eishockeyspieler
- Mark Janssens (* 1968), Eishockeyspieler
- Lisa Brokop (* 1973), Countrysängerin
- Bill Muckalt (* 1974), Eishockeyspieler, -trainer und -funktionär
- Jodi Proznick (* 1975), Jazzmusikerin
- Mike Brown (* 1979), Eishockeyspieler
- Randee Hermus (* 1979), Fußballnationalspielerin
- Alen Marcina (* 1979), Fußballspieler
- Natasha Wodak (* 1981), Langstreckenläuferin
- Kevin Estrada (* 1982), Eishockeyspieler
- Marcel Juhasz (* 1983), Eishockeyspieler
- Lisa Roman (* 1989), Ruderin
- Brenden Dillon (* 1990), Eishockeyspieler
- Sydney Leroux (* 1990), Fußballspielerin
- Adam Straith (* 1990), Fußballspieler
- Anne Openshaw (* vor 1994), Schauspielerin und Synchronsprecherin
- Jujhar Khaira (* 1994), Eishockeyspieler
- Tristan Jarry (* 1995), Eishockeyspieler
- Lauren Southern (* 1995), politische Aktivistin, Dokumentarfilmerin und Autorin
- Byron Keturakis (* 1996), Volleyballspieler
- Noah Juulsen (* 1997), Eishockeyspieler
- Jordan Schnitzer (* 1999), Volleyballspieler

### Persönlichkeiten mit Bezug zur Stadt
- Bill Vander Zalm (* 1934), ehemaliger Bürgermeister von Surrey
- Colin Fraser (* 1985), Eishockeyspieler
- Maple Batalia (1992–2011), indisch-kanadische Schauspielerin